# Raja pita
Raja pita is een vissensoort uit de familie van de Rajidae. De wetenschappelijke naam van de soort is voor het eerst geldig gepubliceerd in 1995 door Fricke & Al-Hassan.